# Ampharete labrops
Ampharete labrops är en ringmaskart som beskrevs av Hartman 1961. Ampharete labrops ingår i släktet Ampharete och familjen Ampharetidae. Inga underarter finns listade i Catalogue of Life.